# The Walking Dead (jogo eletrônico)
The Walking Dead (também conhecido como The Walking Dead: The Game e The Walking Dead: Season One) é um jogo eletrônico episódico de aventura desenvolvido e publicado pela Telltale Games. O jogo é o primeiro da série de jogos eletrônicos de The Walking Dead, publicada pela Telltale. Baseado na série em quadrinhos The Walking Dead, o jogo consiste em cinco episódios lançados entre abril e novembro de 2012. Está disponível para Android, iOS, Kindle Fire HDX, Microsoft Windows, Mac OS X, Ouya, PlayStation 3, PlayStation Vita, Xbox 360, PlayStation 4, Xbox One, X e Nintendo Switch.
O jogo se passa no mesmo mundo fictício dos quadrinhos, com eventos ocorrendo logo após o início do apocalipse zumbi na Geórgia. No entanto, a maioria dos personagens são originais deste jogo, que é centrado no professor universitário e criminoso condenado Lee Everett, que resgata e posteriormente cuida de uma jovem chamada Clementine. Lee se torna uma figura protetora para ela para ajudar a reuni-la com seus pais. Kirkman supervisionou a história do jogo para garantir que correspondesse ao tom dos quadrinhos, mas permitiu que a Telltale lidasse com a maior parte do trabalho de desenvolvimento e detalhes da história. Alguns personagens da série original de quadrinhos também aparecem no jogo.
Ao contrário de muitos jogos de aventura gráfica, The Walking Dead não enfatiza a resolução de quebra-cabeças, mas se concentra na história e no desenvolvimento do personagem. A história é afetada tanto pelas escolhas de diálogo do jogador quanto por suas ações durante eventos em quick time, que muitas vezes podem levar a, por exemplo, certos personagens serem mortos, ou uma mudança adversa na disposição de um certo personagem ou personagens em relação ao protagonista Lee. As escolhas feitas pelo jogador são transferidas de episódio para episódio. As escolhas foram rastreadas pela Telltale e usadas para influenciar sua escrita em episódios posteriores.
The Walking Dead foi aclamado pela crítica, com críticos elogiando o tom emocional áspero da história e a conexão empática estabelecida entre Lee e Clementine. Ganhou elogios de fim de ano, incluindo prêmios de Jogo do Ano de vários portais de jogos e é considerado um dos melhores jogos eletrônicos de todos os tempos. Mais de um milhão de jogadores únicos compraram pelo menos um episódio da série, com mais de 8,5 milhões de unidades individuais vendidas até o final de 2012, e seu sucesso foi visto como uma revitalização do enfraquecido gênero de jogo de aventura. Em julho de 2013, a Telltale lançou um episódio adicional para download, 400 Days, para estender a primeira temporada e preencher a lacuna em direção à segunda temporada da Telltale, lançada no final daquele ano. A terceira e a quarta temporada de The Walking Dead foram lançadas em 2016 e 2018, respectivamente.

## Jogabilidade
The Walking Dead é uma aventura gráfica, jogada de uma perspectiva em terceira pessoa com uma variedade de ângulos de câmera cinematográficos, em que o jogador, como o protagonista Lee Everett, trabalha com um grupo de sobreviventes para se manter vivo no meio de um  apocalipse zumbi. O jogador pode examinar e interagir com personagens e itens, e deve fazer uso dos itens do inventário e do ambiente. Ao longo do jogo, o jogador é apresentado com a capacidade de interagir com seu entorno e opções para determinar a natureza dessa interação. Por exemplo, o jogador pode ser capaz de olhar para um personagem, falar com aquele personagem, ou se ele estiver carregando um item, ofereça-o ao personagem ou pergunte sobre ele. De acordo com Robert Kirkman, o jogo The Walking Dead é focado mais no desenvolvimento de personagens e história, e menos nos tropos de ação que tendem a aparecer em outros jogos baseados em zumbis, como Left 4 Dead.

Uma captura de tela mostrando as opções da caixa de diálogo. Em certos pontos nas árvores de conversa do jogo, o jogador terá um tempo limitado para responder, mostrado na parte inferior da tela. Se eles não responderem a tempo, o jogo terá como padrão a opção "sem declaração" (reticências).

Algumas partes do jogo exigem respostas cronometradas do jogador, muitas vezes levando a decisões significativas que terão impacto na história do jogo, na forma de jogos de RPG. Algumas árvores de conversa exigem que o jogador faça uma seleção dentro de um tempo limitado, caso contrário, Lee permanecerá quieto, o que pode afetar a forma como os outros personagens respondem a ele. Ao contrário de outros RPGs como a série Mass Effect ou Fallout, onde as escolhas caem em ambos os lados de uma escala "boa ou má", as escolhas em The Walking Dead têm resultados ambíguos, tendo um efeito na atitude dos personagens não jogadores  em direção a Lee. O jogador pode optar por habilitar um recurso de "notificação de escolha", no qual a interface do jogo indica que um personagem mudou sua disposição em relação a Lee como resultado dessas escolhas. Em mais sequências baseadas em ação, o jogador deve seguir as instruções na tela para eventos de quick time (QTEs), de modo a manter-se ou outros personagens vivos. Se o jogador morrer, o jogo reinicia imediatamente antes do QTE. Outras situações cronometradas envolvem decisões importantes, como escolher qual dos dois personagens manter vivo.
Cada episódio contém cinco pontos em que o jogador deve tomar uma decisão significativa, escolhendo uma das duas opções disponíveis. Por meio dos servidores da Telltale, o jogo rastreia quantos jogadores selecionaram qual opção e permite que o jogador compare suas escolhas com o resto da base de jogadores. O jogo pode ser concluído independentemente das escolhas feitas nessas situações; os principais eventos da história, conforme descrito abaixo, continuarão independentemente das escolhas feitas, mas a presença e o comportamento dos personagens não-jogadores em cenas posteriores serão afetados por essas escolhas. O jogo permite que o jogador faça vários salvamentos e inclui um recurso de "retrocesso", onde o jogador pode voltar e alterar uma decisão anterior, facilitando assim a exploração de escolhas alternativas.

## Sinopse

### Cenário e personagens

Vários membros do elenco principal de sobreviventes de The Walking Dead do Episódio 4. A partir da esquerda, Christa, Omid, Kenny, Lee, Ben e Chuck.

The Walking Dead ocorre simultaneamente com os eventos da série de quadrinhos original, onde um apocalipse zumbi oprime grande parte da sociedade. Os personagens do jogo passam a chamar os zumbis de "walkers", devido à lentidão de seus movimentos. Embora os sobreviventes inicialmente pensem que ser mordido por um zumbi é a única maneira de se infectar, mais tarde é descoberto que alguém se torna um zumbi após a morte, independentemente da maneira como morre; somente danificando o cérebro a reanimação pode ser interrompida. Tal como acontece com os quadrinhos e a série de televisão, os eventos do jogo ocorrem no estado da Geórgia.
Vários personagens aparecem ao longo do jogo. Lee Everett (dublado por Dave Fennoy), o protagonista principal é um nativo de Macon e ex-professor universitário condenado por matar um senador estadual que estava dormindo com sua esposa. Lee finalmente encontra e se torna uma figura paterna para Clementine (dublada por Melissa Hutchison), uma criança de oito anos cujos pais foram para Savannah, deixando-a com uma babá. Lee e Clementine logo encontram uma família de Fort Lauderdale, Flórida; Kenny (dublado por Gavin Hammon), um pescador que prioriza sua família acima de tudo; Katjaa, esposa de Kenny, que trabalha como veterinária (dublada por Cissy Jones); e o filho de Kenny e Katjaa, Kenny Jr. (dublado por Max Kaufman), mais comumente conhecido como "Duck". Os cinco se juntam a um grupo de sobreviventes liderado por Lilly (dublada por Nicki Rapp), que anteriormente estavam na Base da Força Aérea de Robins. O grupo de Lilly consiste em vários sobreviventes, incluindo Larry (dublado por Terry McGovern), seu pai agressivo e crítico, um comandante aposentado do Exército dos Estados Unidos que conhece o passado de Lee; Carley (dublada por Nicole Vigil) uma repórter de notícias regionais de raciocínio rápido que também está ciente dos crimes de Lee; Doug (dublado por Sam Joan), um técnico em informática lógico e habilidoso; e Glenn Rhee (dublado por Nick Herman), um ex-entregador de pizza. No segundo episódio, mais dois sobreviventes se juntam ao grupo: Mark (dublado por Mark Middleton), um sobrevivente que trabalhava para a Força Aérea dos Estados Unidos; e Ben Paul (dublado por Trevor Hoffman), um estudante do ensino médio resgatado por Lee, Mark e Kenny. Também introduzidos no segundo episódio estão os fazendeiros que se tornaram canibais, os St. Johns, consistindo de Andy (dublado por Adam Harrington), seu irmão Danny (dublado por Brian Sommer) e sua mãe Brenda (dublada por Jeanie Kelsey). No terceiro episódio, mais personagens são introduzidos; Chuck (dublado por Roger Jackson), um homem sem-teto sensato que mora em um vagão de carga; e Omid e Christa (dublados por Owen Thomas e Mara Junot respectivamente), um jovem casal que tende a ficar longe de grupos grandes. O quarto episódio apresenta mais dois personagens; Molly (dublada por Erin Ashe), uma jovem acrobática e engenhosa que carrega um piolet; e Vernon (dublado por Butch Engle), um médico e líder de um grupo de sobreviventes com câncer escondidos no necrotério de um hospital. O Estranho (dublado por Anthony Lam, e por Roger Jackson através do walkie-talkie) é um homem misterioso que se comunica com Clementine através de seu walkie-talkie quando o grupo se aproxima de Savannah.

### Enredo
O resumo a seguir é uma ampla visão geral da obra, descrevendo os principais eventos que ocorrem independentemente da escolha do jogador. Alguns elementos específicos não listados aqui serão alterados com base no impacto das escolhas do jogador.
Lee está sendo levado para a prisão quando a viatura policial em que ele se encontra bate fora da estrada após atingir um zumbi. Ele foge e, enquanto se refugia em uma casa suburbana, conhece Clementine, cujos pais viajaram para Savannah. Os dois chegam na fazenda de Hershel Greene, encontrando Kenny, Katjaa e seu filho Duck. Depois que o filho de Hershel é morto por walkers, ele despeja os outros. O grupo viaja para Macon, a cidade natal de Lee, onde se juntam a outro grupo barricado na farmácia da família de Lee, onde Lee descobre que seus pais e irmão estão mortos. O grupo é forçado a fugir, mas encontra um motel defensável nas proximidades para ficar.
Meses se passam e o grupo fica sem suprimentos. Eles aceitam a oferta de fornecer gasolina aos St. Johns, que administram uma leiteria próxima, em troca de comida, mas descobrem que a família está praticando o canibalismo. O grupo supera os St. Johns e deixa a fazenda para ser dominada por walkers. No caminho de volta para o motel, eles encontram um carro cheio de provisões, que eles saqueiam. Algumas semanas depois, o motel é atacado por bandidos, o que atrai uma horda de zumbis. O grupo foge, embora Duck seja mordido por um walker. Lee e Kenny são forçados a despejar Lilly do grupo, que se tornou hostil depois de perder seu pai, Larry, durante os eventos com os St. Johns. Eles viajam para Savannah, com planos de encontrar um barco para escapar do continente. No caminho, Duck sucumbe à mordida e Katjaa comete suicídio por sua perda.
Perto de Savannah, o grupo de Lee encontra Omid e Christa, que se juntam a eles. O walkie-talkie de Clementine dispara e um homem diz a ela que seus pais estão em Savannah. O grupo se abriga em uma mansão abandonada antes de investigar a cidade. Lee e Kenny vão para River Street e descobrem que todos os barcos foram levados ou destruídos e suprimentos úteis foram recolhidos pela comunidade murada de Crawford. Separado dos outros, Lee conhece outro grupo de sobreviventes liderado por Vernon, que o ajuda a voltar para a mansão, onde eles descobrem um barco a motor estacionado em um galpão do quintal. Lee e os outros lideram uma incursão em Crawford em busca de suprimentos, mas descobrem que toda a comunidade foi invadida por zumbis. Assim que eles voltam para a mansão, Vernon sai para retornar ao seu grupo, mas diz a Lee que não acha que ele está apto para ser um guardião de Clementine.
Na manhã seguinte, Lee encontra Clementine e o barco desaparecidos. Na pressa de encontrá-la, ele é mordido por um walker. Ele conduz o grupo a um necrotério onde o grupo de Vernon estava, mas descobre que o lugar está desocupado. No walkie-talkie de Clementine, o estranho diz a Lee para encontrá-los em um hotel no centro da cidade, o mesmo em que os pais de Clementine estavam hospedados. Depois de descobrir que o grupo de Vernon roubou o barco, o grupo de Lee sobe aos telhados para evitar os zumbis nas ruas da cidade, mas eles perdem vários membros, incluindo aparentemente Kenny. Eventualmente, Lee se separa de Omid e Christa.
Lee continua sozinho para encontrar Clementine mantida em cativeiro pelo estranho, que se revela ser o dono do carro que o grupo havia saqueado anteriormente e culpa Lee pela morte de sua família devido a isso. Lee e Clementine matam o estranho e os dois se cobrem com as entranhas do walker para mascarar o cheiro da horda que vagueia lá fora. Enquanto nas ruas, Clementine encontra seus pais zumbificados e Lee desmaia. Quando Lee acorda, ele descobre que Clementine o arrastou para uma loja abandonada. Lee diz a Clementine para escapar da cidade e encontrar Omid e Christa. O jogador então tem a opção de Lee pedir a Clementine para matá-lo antes que ele vire ou deixá-lo para trás para virar. Se ele não decidir, Clementine escolherá a si mesma com base nas ações anteriores de Lee. Em uma cena pós-créditos, Clementine, que fugiu da cidade, vê duas figuras ao longe que a notam.

### 400 Days
A DLC 400 Days relata histórias de outros sobreviventes do apocalipse zumbi, começando em seu início e ocorrendo simultaneamente com a primeira temporada.
Existem cinco histórias principais:
- Vince (Anthony Lam) foi condenado à prisão por assassinato, o que ele fez para ajudar seu irmão algum tempo antes do surto. No 2º dia do surto, Vince está em um ônibus para a prisão com Danny (Erik Braa) e Justin (Trevor Hoffmann) quando é emboscado por walkers. Vince escolhe um dos dois para escapar, deixando o outro morrer.
- Wyatt (Jace Smykel) e seu amigo Eddie (Brandon Bales) mataram acidentalmente um amigo de Nate (Jefferson Arca) e estão fugindo dele em um carro no 41º dia do surto quando atropelam um dos guardas da prisão no ônibus de Vince em uma névoa densa. Um deles sai para inspecionar os estragos, mas é abandonado quando o outro é atacado por Nate e foge no carro.
- Russell (Vegas Trip) é um adolescente que viaja a pé para visitar a avó. No 184º dia do surto, ele é pego por Nate, que leva Russell a um posto de gasolina e parada de caminhões nas proximidades, onde são atacados por um homem idoso chamado Walt. Nate sugere matar e roubar Walt e sua esposa Jean, com Russell deliberando em ficar com Nate ou deixá-lo.
- Bonnie (Erin Yvette) é uma ex-viciada em drogas que viaja com Leland (Adam Harrington) e sua esposa Dee (Cissy Jones). Dee desconfia de Bonnie por suspeitar que Leland está atraído por ela. No 220º dia do surto, eles são perseguidos por sobreviventes de quem Dee roubou suprimentos, forçando-os a se dividir em um campo de milho. Depois de matar acidentalmente Dee com um vergalhão, Bonnie deve decidir se conta a verdade ou mentira a Leland.
- Shel (Cissy Jones) e sua irmã mais nova Becca (Brett Pels) são membros do grupo visto na história de Bonnie e estão residindo na parada de caminhões vista na história de Russell. Vários membros também são ex-companheiros de Vernon que Lee encontrou em Savannah. Roman (Kid Beyond) mantém o controle firme do grupo. Quando um catador português chamado Roberto tenta roubar do grupo no 236º dia do surto, Shel é dado o voto de decisão para que ele seja morto ou tenha permissão para sair. Mais tarde, no 259º dia, a colega do grupo Stephanie (Dana Bauer) é pega roubando suprimentos, fazendo com que Roman peça a Shel para matá-la. Shel então segue em frente ou foge do acampamento com Becca em sua caravana.

As cinco histórias culminam em uma cena final no 400º dia, onde Tavia (Rashida Clendening) descobre fotos dos sobreviventes em um outdoor perto da parada de caminhões agora invadida, junto com um mapa para um local próximo. Ela encontra o grupo e oferece a eles um santuário próximo. Bonnie aceita, com os outros aceitando ou recusando, dependendo de suas escolhas anteriores ou se Tavia os convenceu com sucesso.

## Episódios
O jogo foi dividido em cinco episódios, lançados em intervalos de dois meses.
| Série principal |   |                       |                                         |                                                                      |                        |
| 1 | 1 | "A New Day"           | Sean Vanaman Jake Rodkin                | Sean Vanaman                                                         | 24 de abril de 2012    |
| No início do apocalipse zumbi, Lee Everett resgata a jovem Clementine, e eles se juntam a outros sobreviventes em Macon, Geórgia para sobreviver ao ataque dos mortos-vivos. |   |                       |                                         |                                                                      |                        |
| 2 | 2 | "Starved for Help"    | Dennis Lenart                           | Mark Darin História por: Chuck Jordan                                | 27 de junho de 2012    |
| Depois de garantir um motel, Lee e os outros sobreviventes estão com pouca comida e decidem aceitar uma oferta feita por St. Johns, uma família que possui uma fazenda de gado leiteira próxima. Eles vêm para aprender que os St. Johns podem não ser o que parecem. |   |                       |                                         |                                                                      |                        |
| 3 | 3 | "Long Road Ahead"     | Eric Parsons                            | Sean Vanaman História por: Sean Vanaman Jake Rodkin Harrison G. Pink | 28 de agosto de 2012   |
| Quando bandidos e zumbis atacam o motel, o grupo é forçado a fugir sem seus suprimentos, causando tensões na estrada. Eles encontram um trem em funcionamento, com destino a Savannah, onde Clementine espera encontrar seus pais. |   |                       |                                         |                                                                      |                        |
| 4 | 4 | "Around Every Corner" | Nick Herman                             | Gary Whitta                                                          | 9 de outubro de 2012   |
| Os sobreviventes chegam em Savannah para procurar um barco, mas são pegos em um conflito envolvendo uma comunidade corrupta e um inimigo esquivo que os está seguindo. |   |                       |                                         |                                                                      |                        |
| 5 | 5 | "No Time Left"        | Sean Vanaman Jake Rodkin Sean Ainsworth | Sean Vanaman                                                         | 20 de novembro de 2012 |
| Lee é mordido e os sobreviventes viajam por Savannah, agora infestada de zumbis, em um esforço para encontrar e resgatar Clementine. |   |                       |                                         |                                                                      |                        |
| DLC |   |                       |                                         |                                                                      |                        |
| – | – | "400 Days"            | Sean Ainsworth                          | Sean Ainsworth Nick Breckon Mark Darin Sean Vanaman Gary Whitta      | 2 de julho de 2013     |
| A história se concentra em cinco novos personagens durante os primeiros 400 dias do surto de zumbis: Vince, um criminoso condenado; Wyatt, que está fugindo de um perseguidor desconhecido; Russell, que está tentando encontrar sua avó; Bonnie, uma viciada em drogas em recuperação; e Shel, que está tentando sobreviver com sua irmã Becca. O epílogo segue Tavia, uma recrutadora de outros sobreviventes para sua comunidade. |   |                       |                                         |                                                                      |                        |

### Episódios suplementares
Um episódio adicional, intitulado 400 Days, foi lançado em julho de 2013 como uma DLC, preenchendo a lacuna entre a primeira e a segunda temporada. Ele se concentra em cinco novos personagens e é apresentado em um estilo de narrativa não linear; os jogadores podem abordar as cinco histórias em qualquer ordem que escolherem.

## Recepção
The Walking Dead foi aclamado pela crítica, com avaliadores elogiando o tom emocional e severo da história e a conexão enfática estabelecida entre Lee e Clementine. O jogo ganhou mais de 90 "Game of the Year" prêmios, incluindo prêmios da EUA Today, GamesRadar, E! Online, e o Spike Video Game Awards. Mais de um milhão de jogadores originais comprou pelo menos um episódio da série, com mais de 8,5 milhões de episódios individuais vendidos até o final de 2012, e seu sucesso tem sido visto como constituindo uma revitalização do gênero de jogo de aventura enfraquecido.